# Peter Schmoll und seine Nachbarn
Peter Schmoll und seine Nachbarn ist eine Oper in zwei Akten von Carl Maria von Weber aus dem Jahr 1802. Das Libretto stammt von Joseph Türk nach einer Vorlage von Carl Gottlob Cramer. Das Werk wurde um 1803 in alten städtischen Augsburger Theater am Lauterlech uraufgeführt. Erhalten sind nur die Musiknummern, die Dialoge sind verschollen, somit ist der authentische Handlungsverlauf nicht rekonstruierbar.

## Handlung (nach der Bearbeitung von Willy Werner Göttig, 1963)

### Erster Akt
Peter Schmoll hat durch den Krieg einen großen Teil seines Vermögens verloren und ist nach Holland geflohen, um sich eine neue Existenz aufzubauen. Er lebt dort zurückgezogen mit seiner Nichte Minette, die im Krieg ihren Vater verloren hat, und seinem Knecht Hans Bast. Der schon etwas ältere Peter Schmoll hat sich in seine Nichte Minette verliebt und möchte sie heiraten. Minette liebt aber Karl Pirkner, der ebenfalls im Krieg verschollen geblieben ist. Minette wendet sich in ihrer Verzweiflung an den Knecht Hans Bast und beide überlegen, wie sie Peter Schmoll hinhalten können.
Karl Pirkner ist jedoch am Leben geblieben und sucht derweil nach seiner Geliebten Minette. Er hat bei dem Bauer Niklas zusammen mit dem ebenfalls am Leben gebliebenen Martin Schmoll, der Minettes Vater ist, unter falschem Namen eine Beschäftigung gefunden. Bei seiner Suche findet Karl die Villa von Peter Schmoll. Er gibt sich dort dem Bauern Niklas und dem Knecht Karl Bast zu erkennen, fordert beide aber auf, zu schweigen. Diese halten ihr Versprechen aber nicht und so erfährt Minette, dass ihr Geliebter noch lebt.

### Zweiter Akt
Minette ist guter Dinge. Ihr Onkel Peter Schmoll freut sich darüber, da der denkt, Minette werde endlich auf seinen Heiratsantrag eingehen. Von Karls und Martins Überleben ahnt er nichts und verlässt seine Villa. Da treten Karl und Martin auf, die von Minette überschwänglich begrüßt werden. In dem Moment, als Minette gerade Karl umarmt, kommt Peter überraschend zurück und erwischt beide. Martin versucht den völlig entsetzten Peter Schmoll zu beruhigen und überzeugt ihn davon, dass Minette und Karl viel besser zueinander passen. Peter sieht dies ein und verzichtet auf Minette. Der Bauer Niklas hat inzwischen mit Peter Schmolls Köchin angebändelt.